# Pelnik
Pelnik (deutsch Pulfnick) ist ein Dorf in der polnischen Woiwodschaft Ermland-Masuren. Es gehört zur Gmina Łukta (Landgemeinde Locken) im Powiat Ostródzki (Kreis Osterode in Ostpreußen).

## Geographische Lage
Pelnik am Ostufer des Eissing-Sees (polnisch Jezioro Isąg) und am Westufer der Passarge (polnisch Pasłęka) liegt im Westen der Woiwodschaft Ermland-Masuren, 16 Kilometer nordöstlich der Kreisstadt Ostróda (deutsch Osterode in Ostpreußen).
|  |

## Geschichte
Pilwenis (um 1354 Klein Ising, nach 1354 Pulfning) wurde erstmals 1402 urkundlich erwähnt. Von 1874 bis 1945 war das Dorf in den Amtsbezirk Locken (polnisch Łukta) im Kreis Osterode in Ostpreußen eingegliedert. Am 24. Januar 1906 wurde der Gutsbezirk Eissing-See in die Gemeinde Pulfnick eingegliedert, später kamen als Ortsteile noch Eissingsmühle und die Försterei Klein Eissings hinzu.
Im Jahre 1910 waren in Pulfnick 487 Einwohner gemeldet. Ihre Zahl belief sich im Jahre 1933 auf 538 und 1939 auf 568.
In Kriegsfolge wurde 1945 das gesamte südliche Ostpreußen an Polen überstellt. Davon war auch Pulfnick betroffen. Das Dorf erhielt die polnische Namensform „Pelnik“ und ist heute mit dem Sitz eines Schulzenamtes (polnisch Sołectwo), in das auch der Nachbarort Skwary einbezogen ist, eine Ortschaft innerhalb der Landgemeinde Łukta (Locken) im Powiat Ostródzki (Kreis Osterode in Ostpreußen), bis 1998 der Woiwodschaft Olsztyn, seither der Woiwodschaft Ermland-Masuren zugehörig. Im Jahre 2011 zählte Pelnik 271 Einwohner.

## Kirche
Bis 1945 war Pulfnick in die evangelische Kirche Locken (polnisch Łukta) in der Kirchenprovinz Ostpreußen der Kirche der Altpreußischen Union sowie in die römisch-katholische Kirche Osterode in Ostpreußen (polnisch Ostróda) eingepfarrt.
Heute gehört Pelnik katholischerseits zur Kirche der Gottesmutter von Częstochowa in Łukta im Dekanat Łutka innerhalb des Erzbistums Ermland, außerdem evangelischerseits zur Kirche Łęguty (Langgut), einer Filialkirche von Ostróda in der Diözese Masuren der Evangelisch-Augsburgischen Kirche in Polen.

## Verkehr
Pelnik liegt an der verkehrstechnisch bedeutenden Woiwodschaftsstraße 527, die von Dzierzgoń (Christburg) bis nach Olsztyn (Allenstein) führt und vor 1945 als Reichsstraße 133 von Preußisch Holland (polnisch Pasłęk) nach Allenstein (Olsztyn) verlief. Die nächste Bahnstation ist Wołowno (Windtken) und liegt an der Bahnstrecke Olsztyn–Bogaczewo (deutsch Allenstein–Güldenboden).